# Anaktuvuk (rivière)
La rivière Anaktuvuk est une rivière d'Alaska aux États-Unis, située dans le Borough de North Slope, longue de 217 km. C'est un affluent de la rivière Colville.
Elle coule vers l'ouest depuis les glaciers des montagnes Endicott, et change de direction juste au nord d'Anaktuvuk Pass pour couler en direction du nord, vers la plaine arctique, où elle rejoint la rivière Colville. À sa source, ses eaux charrient les débris des nombreux glaciers des Gates of the Arctic Wilderness, sur les flancs des montagnes Fan, Alapah et Limestack, ces dernières s'étendant sur la ligne de partage des eaux entre la plaine arctique et le bassin de la rivière Koyokuk.
La première étude de ce cours d'eau a été effectuée par le géologue F.C. Schrader et le topographe W.J. Peters, en 1901, qui descendirent en canoe la rivière jusqu'à son confluent avec la rivière Colville à des fins d'investigations scientifiques.

## Affluent
- Nanushuk

## Source
- (en) Cet article est partiellement ou en totalité issu de l’article de Wikipédia en anglais intitulé « Anaktuvuk River » (voir la liste des auteurs).